# Giải vô địch bóng chuyền nữ U-21 thế giới
Giải vô địch bóng chuyền nữ U-21 thế giới là giải vô địch bóng chuyền thế giới dành cho các vận động viên nữ dưới 21 tuổi, do Liên đoàn bóng chuyền quốc tế (FIVB) tổ chức.
Giải đấu lần đầu tiên được tổ chức vào năm 1977 ở Brasil. Hai lần tiếp theo giải diễn ra là vào năm 1981 và 1985; từ lần thứ tư vào năm 1987, giải được tổ chức với tần suất hai năm một lần. Đội vô địch giải gần nhất là Trung Quốc.
Tháng 3 năm 2022, FIVB nâng giới hạn tuổi của giải này từ U-20 lên U-21 để bằng với Giải vô địch bóng chuyền nam U-21 thế giới. Tháng 7 năm 2023, FIVB thông báo nâng số đội từ 16 lên 24 và giải đấu sẽ diễn ra hai năm một lần vào các năm chẵn bắt đầu từ 2026 cùng với các giải vô địch U-17, để đảm bảo sự tham gia dần của các vận động viên theo các nhóm tuổi tương ứng. Sau đó, FIVB quyết định loại bỏ lần tổ chức năm 2026 để tránh tắc nghẽn lịch thi đấu các giải vô địch theo nhóm tuổi. Sau Giải vô địch bóng chuyền nữ U-21 thế giới 2025, lần tiếp theo giải này được tổ chức là vào năm 2028.
Brasil là đội thành công nhất lịch sử giải với sáu lần vô địch cùng năm lần á quân. Trung Quốc có thành tích tốt thứ nhì với ba lần vô địch, ba lần á quân.
Giải đấu tương ứng cho các vận động viên nam là Giải vô địch bóng chuyền nam U-21 thế giới.

## Tóm tắt kết quả
| 1977 Chi tiết | São Paulo / Rio de Janeiro / Belo Horizonte / Brasília  | · Hàn Quốc          | Đấu vòng tròn | · Trung Quốc           | · Nhật Bản   | Đấu vòng tròn | · Brasil     | 14 |
| 1981 Chi tiết | Mexico City                                             | · Hàn Quốc          | 3–1           | · Perú                 | · Nhật Bản   | 3–0           | · México     | 15 |
| 1985 Chi tiết | Brescia / Ancona / Reggio Calabria / Fabriano / Perugia | · Cuba              | 3–1           | · Nhật Bản             | · Trung Quốc | 3–1           | · Brasil     | 15 |
| 1987 Chi tiết | Busan / Seoul                                           | · Brasil            | 3–0           | · Hàn Quốc             | · Trung Quốc | 3–2           | · Nhật Bản   | 13 |
| 1989 Chi tiết | Lima / Trujillo / Arequipa                              | · Brasil            | 3–2           | · Cuba                 | · Nhật Bản   | 3–0           | · Perú       | 16 |
| 1991 Chi tiết | Brno                                                    | · Liên Xô           | 3–0           | · Brasil               | · Nhật Bản   | 3–1           | · Trung Quốc | 16 |
| 1993 Chi tiết | Brasília / Campinas                                     | · Cuba              | 3–0           | · Ukraina              | · Hàn Quốc   | 3–0           | · Perú       | 16 |
| 1995 Chi tiết | Bangkok                                                 | · Trung Quốc        | 3–0           | · Brasil               | · Nga        | 3–0           | · Nhật Bản   | 16 |
| 1997 Chi tiết | Gdańsk                                                  | · Nga               | 3–2           | · Ý                    | · Trung Quốc | 3–0           | · Nhật Bản   | 16 |
| 1999 Chi tiết | Edmonton / Saskatoon                                    | · Nga               | 3–0           | · Brasil               | · Hàn Quốc   | 3–2           | · Trung Quốc | 16 |
| 2001 Chi tiết | Santo Domingo                                           | · Brasil            | 3–0           | · Hàn Quốc             | · Trung Quốc | 3–0           | · Ý          | 16 |
| 2003 Chi tiết | Suphanburi                                              | · Brasil            | 3–2           | · Trung Quốc           | · Ba Lan     | 3–0           | · Hà Lan     | 16 |
| 2005 Chi tiết | Ankara / Istanbul                                       | · Brasil            | 3–1           | · Serbia và Montenegro | · Trung Quốc | 3–2           | · Ý          | 12 |
| 2007 Chi tiết | Nakhon Ratchasima                                       | · Brasil            | 3–1           | · Trung Quốc           | · Nhật Bản   | 3–2           | · Hoa Kỳ     | 12 |
| 2009 Chi tiết | Mexicali / Tijuana                                      | · Đức               | 3–0           | · Cộng hòa Dominica    | · Brasil     | 3–2           | · Bulgaria   | 16 |
| 2011 Chi tiết | Lima / Trujillo                                         | · Ý                 | 3–1           | · Brasil               | · Trung Quốc | 3–1           | · Hoa Kỳ     | 16 |
| 2013 Chi tiết | Brno                                                    | · Trung Quốc        | 3–0           | · Nhật Bản             | · Brasil     | 3–0           | · Ý          | 20 |
| 2015 Chi tiết | Caguas / Gurabo / Juncos / Maunabo                      | · Cộng hòa Dominica | 3–2           | · Brasil               | · Ý          | 3–0           | · Nhật Bản   | 16 |
| 2017 Chi tiết | Boca del Río / Córdoba                                  | · Trung Quốc        | 3–0           | · Nga                  | · Nhật Bản   | 3–2           | · Thổ Nhĩ Kỳ | 16 |
| 2019 Chi tiết | Aguascalientes / León                                   | · Nhật Bản          | 3–2           | · Ý                    | · Nga        | 3–1           | · Thổ Nhĩ Kỳ | 16 |
| 2021 Chi tiết | Rotterdam / Kortrijk                                    | · Ý                 | 3–0           | · Serbia               | · Nga        | 3–2           | · Hà Lan     | 16 |
| 2023 Chi tiết | Aguascalientes / León                                   | · Trung Quốc        | 3–2           | · Ý                    | · Brasil     | 3–0           | · Nhật Bản   | 16 |
| 2025 Chi tiết | Surabaya                                                |                     |               |                        |              |               |              | 24 |

## Bảng huy chương
| Hạng                | Quốc gia             | Vàng | Bạc | Đồng | Tổng số |
| ------------------- | -------------------- | ---- | --- | ---- | ------- |
| 1                   | Brasil               | 6    | 5   | 3    | 14      |
| 2                   | Trung Quốc           | 4    | 3   | 6    | 13      |
| 3                   | Ý                    | 2    | 3   | 1    | 6       |
| 4                   | Hàn Quốc             | 2    | 2   | 2    | 6       |
| 5                   | Nga                  | 2    | 1   | 3    | 6       |
| 6                   | Cuba                 | 2    | 1   | 0    | 3       |
| 7                   | Nhật Bản             | 1    | 2   | 6    | 9       |
| 8                   | Cộng hòa Dominica    | 1    | 1   | 0    | 2       |
| 9                   | Liên Xô              | 1    | 0   | 0    | 1       |
| 9                   | Đức                  | 1    | 0   | 0    | 1       |
| 11                  | Serbia và Montenegro | 0    | 1   | 0    | 1       |
| 11                  | Perú                 | 0    | 1   | 0    | 1       |
| 11                  | Serbia               | 0    | 1   | 0    | 1       |
| 11                  | Ukraina              | 0    | 1   | 0    | 1       |
| 15                  | Ba Lan               | 0    | 0   | 1    | 1       |
| Tổng số (15 đơn vị) | Tổng số (15 đơn vị)  | 22   | 22  | 22   | 66      |

## Số lần tham dự
| Đội                            | 1977 (14)              | 1981 (15)              | 1985 (15)              | 1987 (13)              | 1989 (16)              | 1991 (16)              | 1993 (16)                | 1995 (16)                | 1997 (16)                | 1999 (16)                | 2001 (16)                | 2003 (16)                | 2005 (12)                | 2007 (12)  | 2009 (16)  | 2011 (16)  | 2013 (20)  | 2015 (16)  | 2017 (16)  | 2019 (16)  | 2021 (15)  | 2023 (16)  | 2025 (24)  | Tổng |
| Algérie                        | •                      | •                      | •                      | •                      | •                      | •                      | 13th                     | •                        | •                        | •                        | 9th                      | 13th                     | •                        | •          | •          | •          | 16th       | •          | •          | •          | •          | •          | Q          | 5    |
| Argentina                      | 11th                   | 8th                    | •                      | 11th                   | 10th                   | 11th                   | 11th                     | •                        | 13th                     | 13th                     | 7th                      | •                        | •                        | •          | •          | •          | •          | •          | 12th       | 11th       | 11th       | 9th        | Q          | 13   |
| Úc                             | •                      | 12th                   | 12th                   | •                      | •                      | •                      | •                        | •                        | •                        | •                        | •                        | •                        | •                        | •          | •          | •          | •          | •          | •          | •          | •          | •          | •          | 2    |
| Áo                             | •                      | •                      | 13th                   | •                      | •                      | •                      | •                        | •                        | •                        | •                        | •                        | •                        | •                        | •          | •          | •          | •          | •          | •          | •          | •          | •          | •          | 1    |
| Belarus                        | Một phần của Liên Xô   | Một phần của Liên Xô   | Một phần của Liên Xô   | Một phần của Liên Xô   | Một phần của Liên Xô   | Một phần của Liên Xô   | •                        | •                        | •                        | •                        | •                        | 7th                      | •                        | •          | •          | •          | •          | •          | •          | •          | 9th        | •          | •          | 2    |
| Bỉ                             | •                      | •                      | •                      | •                      | •                      | •                      | •                        | •                        | •                        | •                        | •                        | •                        | •                        | •          | •          | 8th        | •          | •          | •          | •          | 13th       | •          | •          | 2    |
| Bolivia                        | 12th                   | •                      | •                      | •                      | •                      | •                      | 13th                     | •                        | •                        | •                        | •                        | •                        | •                        | •          | •          | •          | •          | •          | •          | •          | •          | •          | •          | 2    |
| Brasil                         | 4th                    | 6th                    | 4th                    | 1st                    | 1st                    | 2nd                    | 7th                      | 2nd                      | 9th                      | 2nd                      | 1st                      | 1st                      | 1st                      | 1st        | 3rd        | 2nd        | 3rd        | 2nd        | 5th        | 6th        | 7th        | 3rd        | Q          | 23   |
| Bulgaria                       | •                      | •                      | 9th                    | 7th                    | •                      | 10th                   | •                        | •                        | •                        | •                        | •                        | •                        | •                        | •          | 4th        | •          | 9th        | 8th        | 8th        | •          | •          | •          | Q          | 8    |
| Canada                         | 7th                    | 10th                   | •                      | 8th                    | 11th                   | •                      | •                        | •                        | •                        | 9th                      | •                        | •                        | •                        | •          | •          | •          | •          | •          | •          | •          | •          | •          | Q          | 6    |
| Chile                          | •                      | •                      | •                      | •                      | •                      | •                      | •                        | •                        | •                        | •                        | •                        | •                        | •                        | •          | •          | •          | •          | •          | •          | •          | •          | •          | Q          | 1    |
| Trung Quốc                     | 2nd                    | 5th                    | 3rd                    | 3rd                    | 5th                    | 4th                    | 9th                      | 1st                      | 3rd                      | 4th                      | 3rd                      | 2nd                      | 3rd                      | 2nd        | 10th       | 3rd        | 1st        | 9th        | 1st        | 7th        | •          | 1st        | Q          | 22   |
| Đài Bắc Trung Hoa              | •                      | •                      | •                      | 9th                    | 8th                    | 9th                    | 11th                     | 13th                     | •                        | •                        | 6th                      | 13th                     | •                        | •          | 5th        | •          | 10th       | 11th       | •          | •          | •          | •          | •          | 10   |
| Colombia                       | •                      | •                      | •                      | •                      | 12th                   | •                      | •                        | •                        | •                        | •                        | •                        | •                        | •                        | •          | •          | •          | 13th       | •          | •          | •          | •          | •          | •          | 2    |
| Costa Rica                     | 8th                    | 15th                   | •                      | •                      | •                      | •                      | •                        | •                        | •                        | •                        | •                        | •                        | •                        | •          | •          | •          | •          | •          | •          | •          | •          | •          | •          | 2    |
| Croatia                        | Xem Nam Tư             | Xem Nam Tư             | Xem Nam Tư             | Xem Nam Tư             | Xem Nam Tư             | Xem Nam Tư             | •                        | •                        | •                        | •                        | 5th                      | •                        | 9th                      | 10th       | •          | •          | •          | •          | •          | •          | •          | •          | Q          | 4    |
| Cuba                           | •                      | 7th                    | 1st                    | •                      | 2nd                    | 13th                   | 1st                      | 9th                      | 8th                      | •                        | 13th                     | 13th                     | •                        | •          | 9th        | 12th       | •          | 13th       | 15th       | 14th       | •          | 12th       | •          | 15   |
| Séc                            | Một phần của Tiệp Khắc | Một phần của Tiệp Khắc | Một phần của Tiệp Khắc | Một phần của Tiệp Khắc | Một phần của Tiệp Khắc | Một phần của Tiệp Khắc | Một phần của Tiệp Khắc   | •                        | 6th                      | 7th                      | 9th                      | •                        | •                        | •          | 11th       | •          | 11th       | 12th       | •          | •          | •          | •          | Q          | 7    |
| Cộng hòa Dominica              | •                      | •                      | •                      | •                      | •                      | •                      | •                        | 9th                      | 9th                      | •                        | 9th                      | •                        | 9th                      | 11th       | 2nd        | 5th        | 8th        | 1st        | 11th       | 13th       | 8th        | 14th       | Q          | 14   |
| Ai Cập                         | •                      | •                      | •                      | •                      | •                      | •                      | •                        | •                        | •                        | •                        | •                        | •                        | 11th                     | 12th       | •          | 15th       | 14th       | 16th       | 16th       | 15th       | 12th       | 13th       | Q          | 10   |
| Phần Lan                       | •                      | •                      | 14th                   | •                      | •                      | •                      | •                        | •                        | •                        | •                        | •                        | •                        | •                        | •          | •          | •          | •          | •          | •          | •          | •          | •          | •          | 1    |
| Pháp                           | •                      | •                      | •                      | 12th                   | •                      | •                      | •                        | •                        | •                        | •                        | •                        | •                        | •                        | •          | •          | •          | •          | •          | •          | •          | •          | •          | •          | 1    |
| Đức                            | •                      | •                      | •                      | •                      | •                      | 8th                    | 5th                      | 8th                      | 7th                      | •                        | 9th                      | 5th                      | •                        | 7th        | 1st        | •          | •          | •          | •          | •          | •          | •          | •          | 8    |
| Hy Lạp                         | •                      | •                      | •                      | 10th                   | •                      | •                      | •                        | •                        | •                        | •                        | •                        | •                        | •                        | •          | •          | •          | •          | •          | •          | •          | •          | •          | •          | 1    |
| Hungary                        | •                      | •                      | •                      | •                      | •                      | •                      | 9th                      | •                        | •                        | •                        | •                        | •                        | •                        | •          | •          | •          | •          | •          | •          | •          | •          | •          | •          | 1    |
| Ấn Độ                          | •                      | 11th                   | •                      | •                      | •                      | •                      | •                        | •                        | •                        | •                        | •                        | •                        | •                        | •          | •          | •          | •          | •          | •          | •          | •          | •          | •          | 1    |
| Indonesia                      | •                      | •                      | •                      | •                      | •                      | •                      | •                        | •                        | •                        | •                        | •                        | •                        | •                        | •          | •          | •          | •          | •          | •          | •          | •          | •          | Q          | 1    |
| Ý                              | •                      | •                      | 7th                    | •                      | 7th                    | 7th                    | 5th                      | 6th                      | 2nd                      | 9th                      | 4th                      | •                        | 4th                      | 5th        | •          | 1st        | 4th        | 3rd        | 9th        | 2nd        | 1st        | 2nd        | Q          | 18   |
| Nhật Bản                       | 3rd                    | 3rd                    | 2nd                    | 4th                    | 3rd                    | 3rd                    | 7th                      | 4th                      | 4th                      | 6th                      | •                        | •                        | 5th                      | 3rd        | •          | 11th       | 2nd        | 4th        | 3rd        | 1st        | •          | 4th        | Q          | 19   |
| Kenya                          | •                      | •                      | •                      | •                      | •                      | •                      | •                        | •                        | 13th                     | •                        | •                        | •                        | •                        | •          | 16th       | •          | •          | •          | •          | •          | •          | •          | •          | 2    |
| Latvia                         | Một phần của Liên Xô   | Một phần của Liên Xô   | Một phần của Liên Xô   | Một phần của Liên Xô   | Một phần của Liên Xô   | Một phần của Liên Xô   | 13th                     | •                        | •                        | •                        | •                        | •                        | •                        | •          | •          | •          | •          | •          | •          | •          | •          | •          | •          | 1    |
| Mauritius                      | •                      | •                      | •                      | •                      | •                      | •                      | •                        | •                        | 13th                     | •                        | •                        | •                        | •                        | •          | •          | •          | •          | •          | •          | •          | •          | •          | •          | 1    |
| México                         | 6th                    | 4th                    | 11th                   | •                      | 16th                   | •                      | 13th                     | •                        | •                        | 9th                      | •                        | •                        | •                        | •          | 8th        | •          | 15th       | 15th       | 13th       | 10th       | •          | 8th        | Q          | 13   |
| Hà Lan                         | •                      | •                      | •                      | •                      | •                      | •                      | •                        | 5th                      | •                        | •                        | •                        | 4th                      | •                        | •          | 6th        | •          | •          | •          | •          | •          | 4th        | 10th       | •          | 5    |
| New Zealand                    | •                      | •                      | 15th                   | •                      | •                      | •                      | •                        | •                        | •                        | •                        | •                        | •                        | •                        | •          | •          | •          | •          | •          | •          | •          | •          | •          | •          | 1    |
| Nigeria                        | •                      | •                      | •                      | •                      | •                      | •                      | •                        | •                        | •                        | 13th                     | •                        | •                        | •                        | •          | •          | •          | 20th       | •          | •          | •          | •          | •          | •          | 2    |
| Paraguay                       | 13th                   | •                      | •                      | •                      | •                      | •                      | •                        | •                        | •                        | •                        | •                        | •                        | •                        | •          | •          | •          | •          | •          | •          | •          | •          | •          | •          | 1    |
| Perú                           | 10th                   | 2nd                    | 8th                    | 6th                    | 4th                    | 12th                   | 4th                      | 9th                      | •                        | •                        | •                        | •                        | •                        | •          | •          | 6th        | 12th       | 6th        | 14th       | 12th       | •          | •          | •          | 13   |
| Ba Lan                         | •                      | •                      | •                      | •                      | •                      | 13th                   | •                        | 9th                      | 5th                      | 5th                      | 13th                     | 3rd                      | •                        | •          | 13th       | 9th        | •          | •          | 6th        | 5th        | 6th        | 11th       | Q          | 13   |
| Puerto Rico                    | •                      | 14th                   | •                      | 13th                   | 15th                   | •                      | •                        | •                        | •                        | •                        | •                        | 13th                     | 8th                      | 9th        | •          | •          | 19th       | 14th       | •          | •          | 16th       | •          | Q          | 10   |
| România                        | •                      | •                      | •                      | •                      | •                      | 13th                   | •                        | 13th                     | •                        | •                        | •                        | •                        | •                        | •          | •          | •          | •          | •          | •          | •          | •          | •          | •          | 2    |
| Nga                            | Xem Liên Xô            | Xem Liên Xô            | Xem Liên Xô            | Xem Liên Xô            | Xem Liên Xô            | Xem Liên Xô            | •                        | 3rd                      | 1st                      | 1st                      | •                        | 8th                      | 7th                      | •          | •          | 10th       | 6th        | 7th        | 2nd        | 3rd        | 3rd        | •          | •          | 11   |
| Rwanda                         | •                      | •                      | •                      | •                      | •                      | •                      | •                        | •                        | •                        | •                        | •                        | •                        | •                        | •          | •          | •          | •          | •          | •          | 16th       | 15th       | •          | •          | 2    |
| Serbia                         | Xem Nam Tư             | Xem Nam Tư             | Xem Nam Tư             | Xem Nam Tư             | Xem Nam Tư             | Xem Nam Tư             | Xem Serbia và Montenegro | Xem Serbia và Montenegro | Xem Serbia và Montenegro | Xem Serbia và Montenegro | Xem Serbia và Montenegro | Xem Serbia và Montenegro | Xem Serbia và Montenegro | •          | •          | 13th       | 7th        | 5th        | 10th       | 9th        | 2nd        | 7th        | Q          | 8    |
| Slovakia                       | Một phần của Tiệp Khắc | Một phần của Tiệp Khắc | Một phần của Tiệp Khắc | Một phần của Tiệp Khắc | Một phần của Tiệp Khắc | Một phần của Tiệp Khắc | Một phần của Tiệp Khắc   | •                        | •                        | •                        | •                        | •                        | •                        | •          | •          | 7th        | •          | •          | •          | •          | •          | •          | •          | 1    |
| Hàn Quốc                       | 1st                    | 1st                    | 5th                    | 2nd                    | 6th                    | 5th                    | 3rd                      | 7th                      | 9th                      | 3rd                      | 2nd                      | 9th                      | •                        | •          | •          | 14th       | •          | •          | •          | •          | •          | •          | Q          | 14   |
| Tây Ban Nha                    | 14th                   | 13th                   | •                      | •                      | 14th                   | •                      | •                        | •                        | •                        | •                        | •                        | •                        | •                        | •          | •          | •          | •          | •          | •          | •          | •          | •          | •          | 3    |
| Thái Lan                       | •                      | •                      | •                      | •                      | •                      | •                      | •                        | 13th                     | •                        | •                        | •                        | 9th                      | •                        | 8th        | 14th       | •          | 18th       | •          | •          | •          | 14th       | 15th       | Q          | 8    |
| Tunisia                        | •                      | •                      | •                      | •                      | •                      | •                      | •                        | 13th                     | •                        | •                        | •                        | •                        | •                        | •          | •          | 16th       | •          | •          | •          | •          | •          | 16th       | Q          | 4    |
| Thổ Nhĩ Kỳ                     | •                      | •                      | •                      | •                      | •                      | •                      | •                        | •                        | •                        | 13th                     | 8th                      | 9th                      | 6th                      | •          | 7th        | •          | 5th        | 10th       | 4th        | 4th        | 10th       | 5th        | Q          | 12   |
| Ukraina                        | Một phần của Liên Xô   | Một phần của Liên Xô   | Một phần của Liên Xô   | Một phần của Liên Xô   | Một phần của Liên Xô   | Một phần của Liên Xô   | 2nd                      | •                        | 13th                     | •                        | •                        | 6th                      | •                        | 6th        | •          | •          | •          | •          | •          | •          | •          | •          | •          | 4    |
| Hoa Kỳ                         | 5th                    | •                      | •                      | •                      | •                      | •                      | •                        | •                        | •                        | 8th                      | 13th                     | •                        | 11th                     | 4th        | 12th       | 4th        | 17th       | •          | 7th        | 8th        | 5th        | 6th        | Q          | 13   |
| Venezuela                      | •                      | •                      | •                      | •                      | 13th                   | 13th                   | •                        | •                        | •                        | 13th                     | 13th                     | 9th                      | •                        | •          | 15th       | •          | •          | •          | •          | •          | •          | •          | •          | 6    |
| Việt Nam                       | •                      | •                      | •                      | •                      | •                      | •                      | •                        | •                        | •                        | •                        | •                        | •                        | •                        | •          | •          | •          | •          | •          | •          | •          | •          | •          | Q          | 1    |
| Các quốc gia không còn tồn tại |                        |                        |                        |                        |                        |                        |                          |                          |                          |                          |                          |                          |                          |            |            |            |            |            |            |            |            |            |            |      |
| Tiệp Khắc                      | •                      | •                      | 10th                   | •                      | •                      | 6th                    | •                        | Xem Séc                  | Xem Séc                  | Xem Séc                  | Xem Séc                  | Xem Séc                  | Xem Séc                  | Xem Séc    | Xem Séc    | Xem Séc    | Xem Séc    | Xem Séc    | Xem Séc    | Xem Séc    | Xem Séc    | Xem Séc    | Xem Séc    | 2    |
| Serbia và Montenegro           | Xem Nam Tư             | Xem Nam Tư             | Xem Nam Tư             | Xem Nam Tư             | Xem Nam Tư             | Xem Nam Tư             | •                        | •                        | 9th                      | 9th                      | •                        | •                        | 2nd                      | Xem Serbia | Xem Serbia | Xem Serbia | Xem Serbia | Xem Serbia | Xem Serbia | Xem Serbia | Xem Serbia | Xem Serbia | Xem Serbia | 3    |
| Liên Xô                        | 9th                    | 9th                    | 6th                    | 5th                    | 9th                    | 1st                    | Xem Nga                  | Xem Nga                  | Xem Nga                  | Xem Nga                  | Xem Nga                  | Xem Nga                  | Xem Nga                  | Xem Nga    | Xem Nga    | Xem Nga    | Xem Nga    | Xem Nga    | Xem Nga    | Xem Nga    | Xem Nga    | Xem Nga    | Xem Nga    | 6    |

Chú thích
- 1st – Vô địch
- 2nd – Á quân
- 3rd – Hạng ba
- 4th – Hạng tư
- •  – Không tham dự / Không vượt qua vòng loại
- – Chủ nhà
- Q – Giành quyền tham dự giải đấu tiếp theo

## Vận động viên xuất sắc nhất
| - 1977–81 – Không được trao - 1985 – Mireya Luis (CUB) - 1987 – Ana Moser (BRA) - 1989–91 – Không được trao - 1993 – Taismary Agüero (CUB) - 1995 – Zhang Jinwen (CHN) - 1997 – Không được trao - 1999 – Érika Coimbra (BRA) - 2001 – Jaqueline Carvalho (BRA) - 2003 – Không được trao | - 2005 – Jovana Vesović (SCG) - 2007 – Natália Pereira (BRA) - 2009 – Brenda Castillo (DOM) - 2011 – Caterina Bosetti (ITA) - 2013 – Zhu Ting (CHN) - 2015 – Brayelin Martínez (DOM) - 2017 – Yang Hanyu (CHN) - 2019 – Mayu Ishikawa (JPN) - 2021 – Gaia Guiducci (ITA) - 2023 – Zhuang Yushan (CHN) |